# Cupid Incognito
Pour plus de détails, voir Fiche technique et Distribution.
Cupid Incognito est un film muet américain réalisé par Wallace Reid et sorti en 1914.

## Fiche technique
- Titre : Cupid Incognito
- Réalisation : Wallace Reid
- Scénario : Bess Meredyth, Wallace Reid
- Photographie :
- Montage :
- Producteur :
- Société de production : Nestor Film Company
- Société de distribution : Universal Film Manufacturing Company
- Pays de production :  États-Unis
- Langue : film muet avec les intertitres en anglais
- Format : Noir et blanc — 35 mm — 1,33:1 — Muet
- Genre : Film dramatique
- Durée : 10 minutes
- Date de sortie : 
  - États-Unis : 1er avril 1914

## Distribution
- Wallace Reid : Jack Falkner
- Dorothy Davenport : Angela Graham
- Phil Dunham :
- John G. Blystone :
- William Wolbert :
- Edna Maison :
- Lucile Wilson :